# Ускат (посёлок)
Ускат — посёлок при станции в Прокопьевском районе Кемеровской области. Входит в состав Бурлаковского сельского поселения.

## География
Центральная часть населённого пункта расположена на высоте 249 м над уровнем моря.

## Население
| 2010 |
| ---- |
| 0    |